# Gia súc khuyết sừng

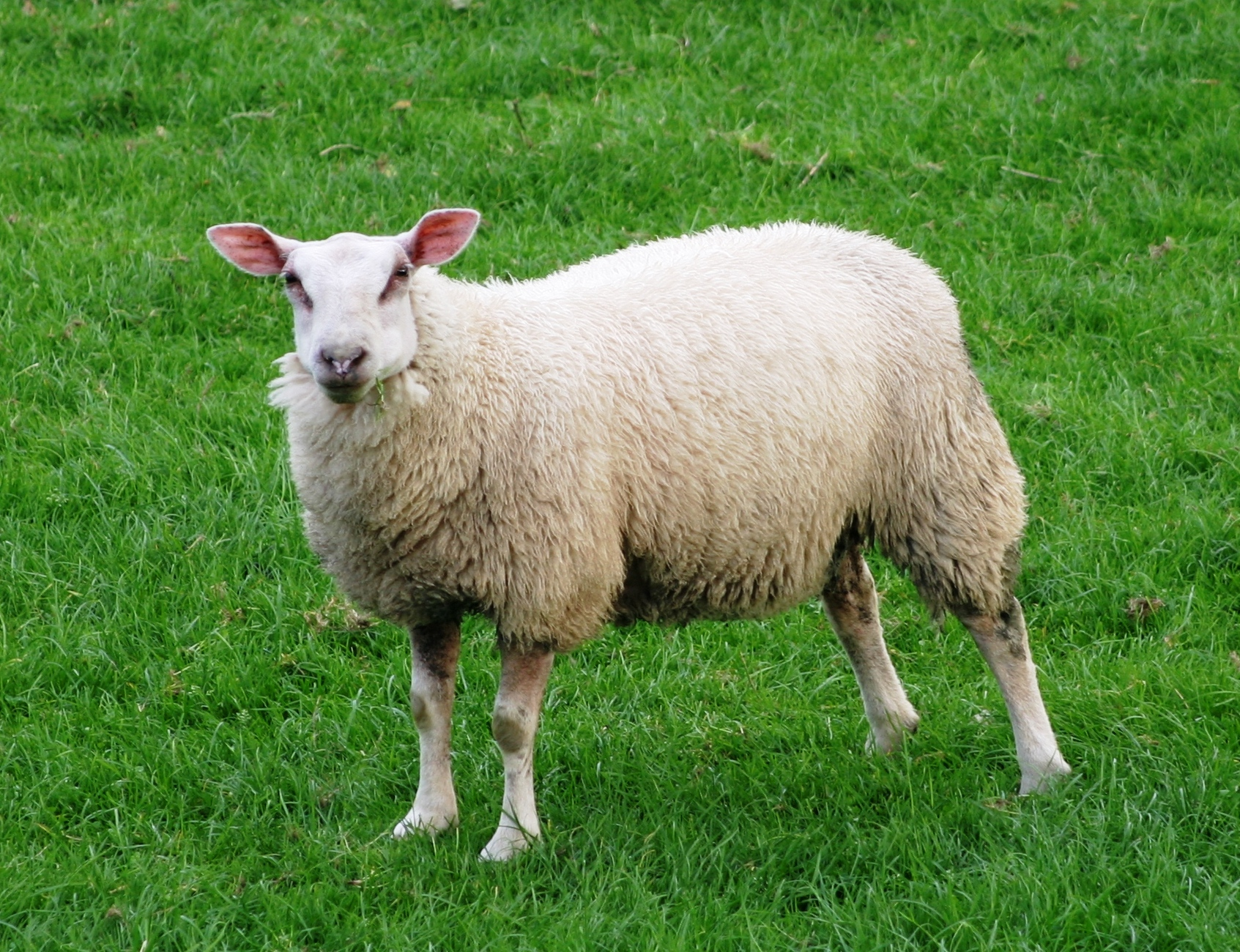
Một con cừu thuộc giống cừu khuyết sừng

Gia súc khuyết sừng (Polled livestock) là những con gia súc có kiểu hình không có sừng trong các loài thường có sừng, thực chất nhóm gia súc khuyết sừng là các loài gia súc có sừng nhưng thông qua hoạt động chọn giống, người ta chỉ giữ lại những giống không mọc sừng để phục vụ cho nhu cầu chăn nuôi, sản xuất của con người. Lịch sử chăn nuôi gia súc khuyết sừng bắt đầu từ khoảng 6.000 năm TCN.
Thuật ngữ này đề cập đến cả các giống và dòng/chủng không có sừng một cách tự nhiên thông qua việc lai tạo chọn lọc và cả những động vật có sừng tự nhiên đã bị rụng sừng. Hiện tượng rụng sừng tự nhiên xảy ra ở gia súc, bò Tây Tạng, trâu nước và dê và ở những động vật này, nó ảnh hưởng đến cả hai giới như nhau, ngược lại, ở cừu, cả hai giới đều có thể bị khuyết sừng, cả hai đều bị khuyết sừng, hoặc chỉ những con cái mới bị khuyết sừng. Cần phân biệt giữa gia súc khuyết sừng với việc cưa sừng gia súc.

## Lý do
Vật nuôi không sừng được nhiều nông dân ưa thích vì nhiều lý do, quan trọng nhất là sừng của chúng có thể gây nguy hiểm cho con người, vật nuôi và thiết bị khác do dù cố ý hay vụng về vì sừng thì sẽ nhọn và cứng. Sừng cũng có thể gây trở ngại cho thiết bị được sử dụng cho gia súc (chẳng hạn như các thiết bị máy ép gia súc), hoặc chúng có thể bị hỏng trong quá trình xử lý. Trong các trường hợp khác, động vật có sừng có thể được ưu tiên hơn, ví dụ, để giúp động vật tự vệ trước những kẻ săn mồi, cho phép gắn những chiếc mũ trùm đầu để kéo bò, để giúp đỡ động vật nhỏ hơn như cừu hoặc vì lý do thẩm mỹ - ở một số giống, việc giữ lại sừng là cần thiết để thể hiện trong các Show trình diễn.

## Về gen

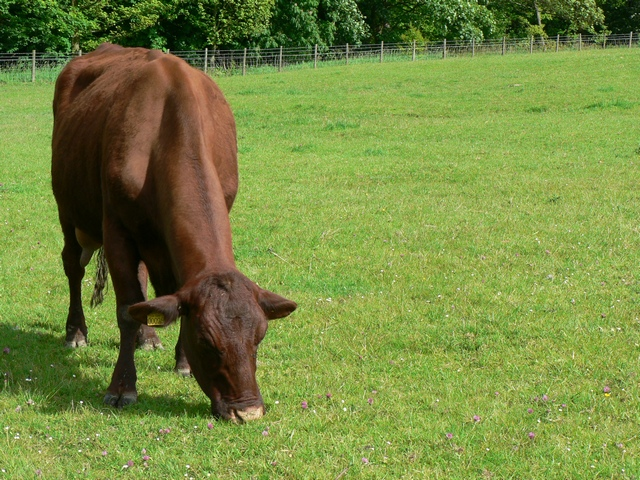
Một con bò thuộc nhóm bò không sừng

Các động vật khuyết sừng tự nhiên có thể những điểm chai (Scurs) giống như những đám sừng nhỏ, lỏng lẻo, mọc trên da nơi có sừng của chúng. Ở gia súc, đặc điểm này được bắt nguồn từ một gen riêng biệt (trên một nhiễm sắc thể khác) với gen chịu trách nhiệm cho việc hình thành kiểu hình khuyết sừng. Tuy nhiên, sự hiện diện của alen đối với lông có sừng ở gia súc chỉ có thể được nhìn thấy ở động vật bị khuyết sừng, bởi vì sừng thay thế cho lông ở động vật có sừng. Những vết xước tương tự cũng có thể xảy ra khi động vật có sừng tự nhiên chưa hoàn thiện.
Di truyền sừng ở bò thì gen không sừng P trội át gen sừng p, nhưng bò không sừng thường biểu hiện có vết tích của sừng, gọi là “sừng đánh dấu”, đó là do một loại gen khác Sc quy định. Di truyền ở sừng trong loài có các mức độ biến dị khác nhau, bò Angus không sừng và bò bướu (bò u) có sừng đem lai, thế hệ con F1 giống cái có mô giống sừng nhỏ và ngắn, nếu đem lai với bò Hà Lan có sừng, thế hệ con chỉ có mô giống sừng do đó, không sừng là gen trội không hoàn toàn. Trong khi đó, tính trạng sừng dê do một cặp alen quy định, gen không sừng trội át gen có sừng và gen không sừng ở dê thường có liên kết với một vài tính trạng khuyết tật di truyền, qua chọn lọc, hầu hết các giống dê đều có sừng.
Về di truyền sừng ở cừu thì có sừng hay không sừng là một đặc trưng của loài cừu. Cừu lấy len (fine-wool) thường có hình dạng sừng xoắn ốc ở con đực, con cái thì lại không có sừng. Di chuyền kiểu hình sừng ở cừu được điều khiển bởi 3 gen đồng vị, đó là gen không sừng P, gen có sừng P’, biểu hiện gen có sừng p dưới tác dụng của kích thích tố đực, và quan hệ di truyền giữa chúng là kiểu hình gen PP, cừu đực và cái đều không có sừng, kiều hình gen P’P’, cả con đực và con cái đều có sừng còn với kiểu hình gen pp, con đực có sừng, con cái không sừng. khi đem lai, P trội không hoàn toàn với P’ và p, P’ trội không hoàn toàn với p, con lai không sừng đôi khi có biểu hiện dấu hiệu sừng. Căn cứ vào quy tắc trội, kiểu hình và biểu hiện gen của các loài cừu có quan hệ là:
- Kiểu hình gen cừu cái có sừng: P’P’, P’p.
- Kiểu hình gen cừu cái không sừng: PP, PP’, Pp, pp.
- Kiểu hình gen cừu đực có sừng: P’P’, P’p, pp.
- Kiểu hình gen cừu đực không sừng: PP, PP’, Pp.

Thế hệ con của cừu đực có kiều hình gen đồng hợp sẽ không thể có sừng, cừu đực không sừng dị hợp kiểu hình gen có thể sinh ra thế hệ con có sừng. khi gây giống cừu lấy len (fine-wool) không sừng, để loại bỏ cá cá thể cừu có sừng trong đàn, phải chọn con cừu đực không sừng đồng hợp làm con bố, cứ như vậy sẽ có thể dần giảm được tỷ lệ cừu có sừng trong đàn. Lựa chọn cừu đực có sừng đồng hợp bằng cách lai thử nghiệm, cách này dùng 13-15 con cừu cái có sừng đem lai, nếu tất cả cá thể con sinh ra đều không có sừng, sẽ chứng minh cá thể cừu đực này là cừu đực không sừng đồng hợp kiểu hình gen.
Kiểu hình gen của cừu cái có sừng là P’P’ và P’p, bất cứ kiểu hình gen nào đem lai với cừu đực (PP’ hoặc Pp) kiểu hình gen dị hợp không sừng đều cho ra tỷ lệ cừu con không sừng chiếm ½. Vì thế, nếu có 5-7 thế hệ con đều không sừng, có thể chứng minh cá thể cừu đực này có kiểu hình gen đồng hợp không sừng. Nếu có ít cá thể cừu mẹ có sừng, có thể dùng 30 cá thể cừu mẹ không sừng đem lai, cho ra thế hệ con khoảng 11–16 cá thể cừu con đều không có sừng, cũng chứng minh kiểu gen của cừu đực không sừng là đồng hợp. Kiểu hình gen của cừu cái không sừng trong đàn dị hợp là PP, PP’, Pp, pp, đem lai con cái không sừng với con đực không sừng với kiểu hình gen Pp, thế hệ con chỉ có ½ là không sừng.
Nhưng nếu kiểu hình gen cừu mẹ không sừng là PP’, đem lai với con đực không sừng kiểu hình gen pp, thế hệ con đực F2 có thể có ¾ không sừng và ¼ (pp) có sừng. Vì thế, số lượng cừu mẹ đem lai thử nghiệm cần phải nhiều hơn, ít nhất cần 16 con đực không sừng, mới có thể chứng minh con đực này có kiểu hình gen đồng hợp không sừng. Do quá trình gây giống có thể dẫn vào thêm gen không sừng, cừu len Tân Cương thường xuất hiện con đực không sừng, như dùng con đực không sừng không đàn cừu này cải tạo giống không sừng mới, điều then chốt là làm thuần hóa gen không sừng trong cả quá trình cải tạo giống.